# Devinco
Devinco is een korfbalvereniging uit Deventer .
De naam Devinco betekent in het Latijn " ik overwin geheel en al". De vereniging is in 2004 ontstaan uit een fusie tussen de korfbalverenigingen Hellas en Korfoes, allebei afkomstig uit Deventer. De vereniging heeft ongeveer 300 leden en het tenue bestaat uit een lichtblauw shirt en een zwarte broek/rok.
Het clubhuis "Het Middenvak" is gelegen op sportpark "Rielerenk" aan de Nico Bolkesteinlaan. De vereniging beschikt over kunstgrasvelden.
De vereniging werkt de wedstrijden op zaterdag af. Naast 6 seniorenteams zijn circa 15 jeugdteams actief. De vereniging komt met 2 teams uit in de G competitie, voor sporters met een beperking. Tevens zijn een trimploeg en een KombiFit groep aan de club verbonden.

## DEFinco-toernooi
Sinds 2010 organiseert de club in maart het DEFinco-toernooi, een jeugdtoernooi op de zaterdagochtend, voorafgaande aan het veldseizoen.
Het bestuur van Devinco is door een jury, bestaande uit onder andere het Ministerie voor Volksgezondheid, het NOC*NSF en het Nationaal Instituut voor Sport en Bewegen, onderscheiden als "Sportbestuur van het Jaar 2009-2010". In die jaren werd het project "korfbalpalen op alle schoolpleinen in Deventer" uitgevoerd. Vanaf 2012 wordt deze activiteit voortgezet onder de noemer van de Sportimpuls, een subsidieregeling, waarmee het Rijk sporten in de buurten stimuleert.

## Geschiedenis

### DKC Hellas
Met de oprichting van de verenigingen 'Deventer' en 'Nääs' in 1910 floreerde korfbal al vrij vroeg in onze oude Hanzestad. Rond 1920 ontstonden verenigingen die het fundament van het hedendaagse korfbal gingen vormen. In Deventer werd in 1919 Unitas, dat in 1927 fuseerde met het in 1924 opgerichte 'De Korf' tot Hellas. Hellas maakte gebruik van de accommodatie op sportpark "Rielerenk" waar Devinco nu nog zit.

### ZKV Korfoes
Na de opheffing in 1973 van de korfbalclub Tuindorp, voortgekomen uit een speeltuinvereniging, stapte een aantal leden over naar Hellas, de andere Deventer korfbalclub. Anderen wilden die overstap (nog) niet maken en gaven er de voorkeur aan een nieuwe club op te richten. Dat werd Korfoes, opgericht op 2 mei 1975, waardoor het een van de jongere korfbalclubs van Nederland was. Om praktische redenen was Korfoes een zaterdagclub. De oprichters vonden de naam Korfoes, met het woord ‘korf’ erin, prettig klinken.

### Devinco
In 2004 fuseerden Hellas en Korfoes tot Devinco.